# Valete de Diamantes

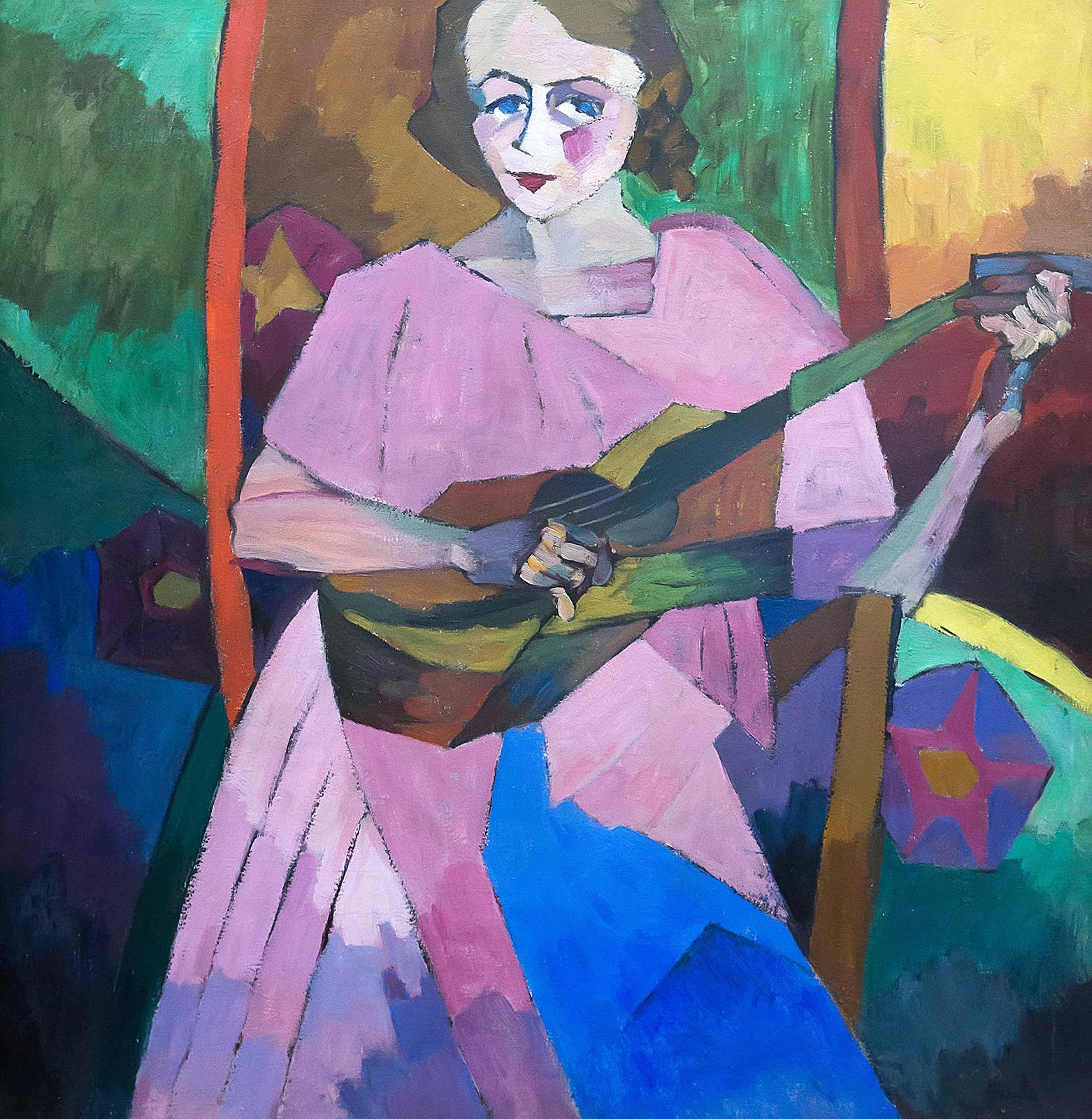
Aristarkh Lentulov Mulher com guitarra, 1913

O Valete de Diamantes (em russo: Бубновый валет), foi um grupo de artistas de vanguarda fundado em 1910 em Moscovo.
O grupo formou-se arredor de uma exposição escandalosa celebrada em Moscovo em dezembro de 1910, intitulada "Valete de Diamantes", e contava originariamente com os artistas Robert Falk, Aristarkh Lentulov, Ilia Mashkov, Aleksandr Vasilevich Kuprin (pintor), Vasily Rozhdestvensky, Pyotr Konchalovsky, Alexander Osmerkin e Vladimir Burliuk. O grupo cresceu rapidamente, tornando-se a sociedade de exposições mais grande e uma das mais significativas da incipiente vanguarda russa.
As obras que se exibiam demonstravam o interesse dos artistas por desenvolverem novos estilos: primitivismo, cezannismo, neo-primitivismo e outros. Porém, alguns dos artistas que fizeram parte do grupo, entre eles Mikhail Larionov, Natalia Gontcharova, Kazimir Malevitch e mais logo Léopold Survage, começaram a rechaçar a linha geral do grupo e formaram uma nova sociedade, mais radical, sob o nome de Rabo de Asno

## Outros artigos
- Rabo de Asno
- Mir Iskusstva
- Vanguarda russa